# Liste der Schlangenarten in Österreich
In dieser Liste sind alle in Österreich lebenden Arten und Unterarten der Unterordnung der Schlangen (Serpentes) aufgeführt. Grundlage für die Liste ist der Kosmos-Naturführer Die Schlangen Europas von Ulrich Gruber.

## Schlangenarten nach Familien
| Deutscher Name | Wissenschaftlicher Name | Familie    | Verbreitung in Österreich | Länge                                 | Giftigkeit | Unterarten in Österreich   | Bild |
| -------------- | ----------------------- | ---------- | --- | ------------------------------------- | --- | -------------------------- | ---- |
| Schlingnatter  | Coronella austriaca     | Colubridae | Offenes, besonntes Gelände mit vielen Verstecken in ganz Österreich | 50–70 cm                              | ungiftig und harmlos | austriaca                  |      |
| Äskulapnatter  | Zamenis longissimus     | Colubridae | Besonnte Gebiete an Flussufern und Auwäldern mit dichtem Buschwerk im Osten Niederösterreichs, im Burgenland, in der südlichen und östlichen Steiermark sowie im Süden Kärntens, Tirols und Vorarlbergs | 140–160 cm                            | ungiftig und harmlos | keine                      |      |
| Ringelnatter   | Natrix natrix           | Natricidae | Feuchte Wiesen oder Wälder, in der Nähe von Gewässern in ganz Österreich | Männchen 60–70 cm, Weibchen 80–100 cm | ungiftig und äußerst harmlos | natrix, bis 2017 helvetica |      |
| Würfelnatter   | Natrix tessellata       | Natricidae | Uferbereiche von flachen, warmen, langsam strömenden Gewässern mit reichhaltiger Ufervegetation im östlichen Niederösterreich, im Burgenland, in der südlichen Steiermark und im südlichen Kärnten      | 60–90 cm                              | ungiftig und harmlos | keine                      |      |
| Kreuzotter     | Vipera berus            | Viperidae  | Vor allem Moore, Sümpfe, Brüche und Bergwiesen im Bereich der Baumgrenze in ganz Österreich | 60–75 cm                              | giftig (Röhrengiftzähne), cytotoxische Wirkung, Biss sehr schmerzhaft, Antiserum!                                                       | berus                      |      |
| Hornotter      | Vipera ammodytes        | Viperidae  | Trockene Gebiete wie mit Buschwerk bestandene Geröllhänge, Macchiagelände oder lichte Eichenwälder, aber auch Flussufer und Ränder von Teichen und Seen in Kärnten und der Südsteiermark                | 60–80 cm                              | giftig (Röhrengiftzähne), äußerst starkes und für den Menschen gefährliches Gift mit überwiegend cytotoxischer Wirkung, Antiserum!      | ammodytes                  |      |
| Wiesenotter    | Vipera ursinii          | Viperidae  | Grassteppengelände mit feuchten Senken oder Wasserläufen (gern in Erdgängen von Nagetierbauen); Der letzte Nachweis der kleinsten Giftschlange Europas stammt in Österreich aus 1973.                   | 35–50 cm                              | giftig (Röhrengiftzähne), Giftbiss beim Menschen nur schwach wirksam, trotzdem sind Schwellungen, Lähmungen und große Schmerzen möglich | rakosiensis                |      |